# 506th Infantry Regiment
Durante la seconda guerra mondiale il 506º Reggimento di Fanteria Paracadutista (506th PIR) fu uno dei reggimenti della 101ª Divisione Aviotrasportata dell'esercito degli Stati Uniti. La Easy Company, una compagnia del reggimento è stata protagonista della miniserie televisiva della HBO Band of Brothers - Fratelli al fronte.

## Durante la seconda guerra mondiale
Addestrato inizialmente presso Camp Toccoa, in Georgia, nel 1942, dopo un'intensiva formazione sui Monti Currahee, situati nelle vicinanze del campo, il reggimento prese il proprio motto che lo rese famoso per tutta la guerra: "the Currahees"; una parola Cherokee che può essere tradotta come "Stands Alone". Per tutta la durata della seconda guerra mondiale, il reggimento fu al comando del Colonnello Robert F. Sink. Il 10 giugno del 1942, il 506° venne aggregato alla 101ª Divisione aviotrasportata.
Per completare l'addestramento a Camp Toccoa, il II. battaglione marciò per 118 miglia (190 km) verso Atlanta: questa marcia si concluse in 75 ore e 15 minuti, dei quali 33 ore e mezzo impiegate nella marcia vera e propria. Solamente 12 uomini dei 556 che formavano il battaglione non riuscirono a completare la marcia, a differenza di tutti e 30 gli ufficiali, compreso il comandante di compagnia, Maggiore Robert L. Strayer.
Il 506° partecipò a tre grandi battaglie durante la guerra: il D-Day, l'operazione Market Garden, e la battaglia delle Ardenne.

### D-Day: Operation Chicago
Come molte altre unità paracadutiste, il 506° venne impegnato nell'Operazione Chicago, in una serie di lanci notturni precedenti al D-Day. La più importante azione del reggimento fu l'assalto a Brécourt Manor.
Nonostante i piani iniziali che prevedevano l'impiego della divisione per 3 giorni, gli uomini furono impegnati in azione per ben 33 giorni consecutivi, partecipando anche attivamente alla battaglia per la conquista di Carentan. Dei circa 2.000 uomini che si lanciarono in Francia nella notte del 5 giugno 1944, 231 vennero uccisi in azione, 569 vennero feriti, mentre 183 furono i dispersi o prigionieri di guerra: quasi il 50% delle perdite degli effettivi.

## Dopo la guerra
Sciolto nel 1945, il reggimento venne ricostituito tra il 1948–1949, e ancora tra il 1950–1953, e infine nel 1954 come nucleo di comando per l'addestramento delle reclute. Riattivato nuovamente nel 1956, il reggimento, fu mobilitato durante la crisi dei missili di Cuba, il 1º ottobre 1962. In seguito il 506° venne trasferito a Oxford nel Mississippi, per assistere le forze locali nel ripristinare l'ordine dopo l'arrivo di James Meredith all'Università del Mississippi.
Come parte della 101ª Divisione aviotrasportata, il reggimento venne impegnato durante la guerra del Vietnam, tra il 1964 e il 1971; dove giocò un ruolo decisivo nella battaglia di Hamburger Hill e durante l'offensiva del Têt. L'unità venne ridenominata "Air mobile" nel 1969, e "Air assault" nel 1974. Durante le operazioni in Vietnam, 5 soldati del reggimento vennero decorati con la Medal of Honor.
Sciolto nel 1984, il 506° venne ricostituito presso Camp Greaves nella zona demilitarizzata coreana nel 1987 come parte della 2. Divisione di fanteria.
Nel 2004, il 506° venne trasferito in Iraq, che ha abbandonato, nell'agosto del 2005, per far ritorno alle proprie basi di Fort Campbell nel Kentucky.

## Personalità appartenute al 506°
- Joseph Beyrle, della I. Compagnia, ha combattuto con forze americane e sovietiche durante la seconda guerra mondiale
- Lynn "Buck" Compton, ufficiale della Easy Company durante la seconda guerra mondiale, poi pubblico procuratore
- William "Wild Bill" Guarnere, sottufficiale della Easy Company
- David Kenyon Webster, soldato della Easy Company durante la seconda guerra mondiale, in seguito giornalista e scrittore
- Richard Winters, ufficiale della Easy Company durante la seconda guerra mondiale